# Stifterbild

Stifterbild des Gundold-Evangeliars, 10. Jh.

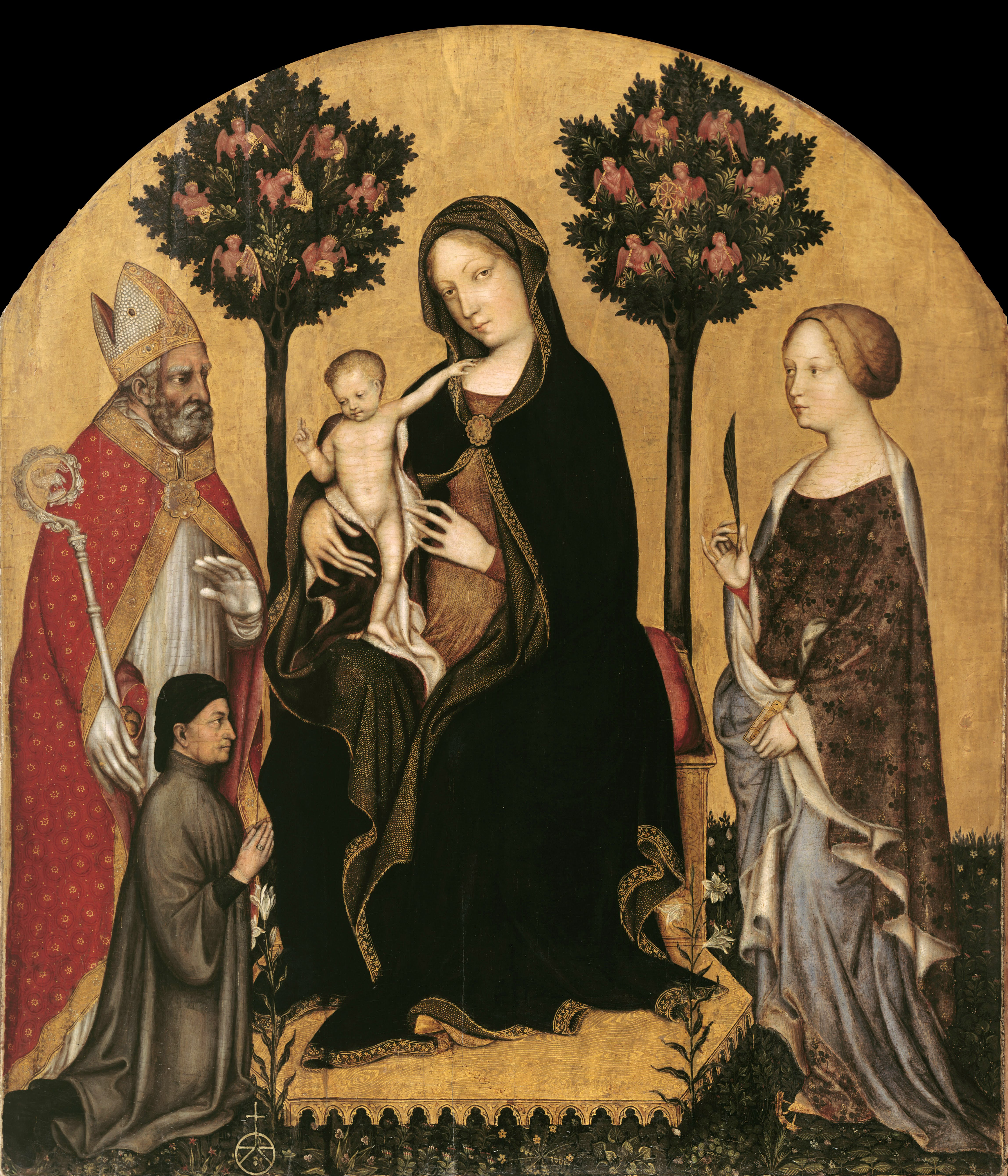
Gentile da Fabriano – Madonna mit Hl. Nikolaus von Myra und Hl. Katharina von Alexandrien und Stifter (um 1400)

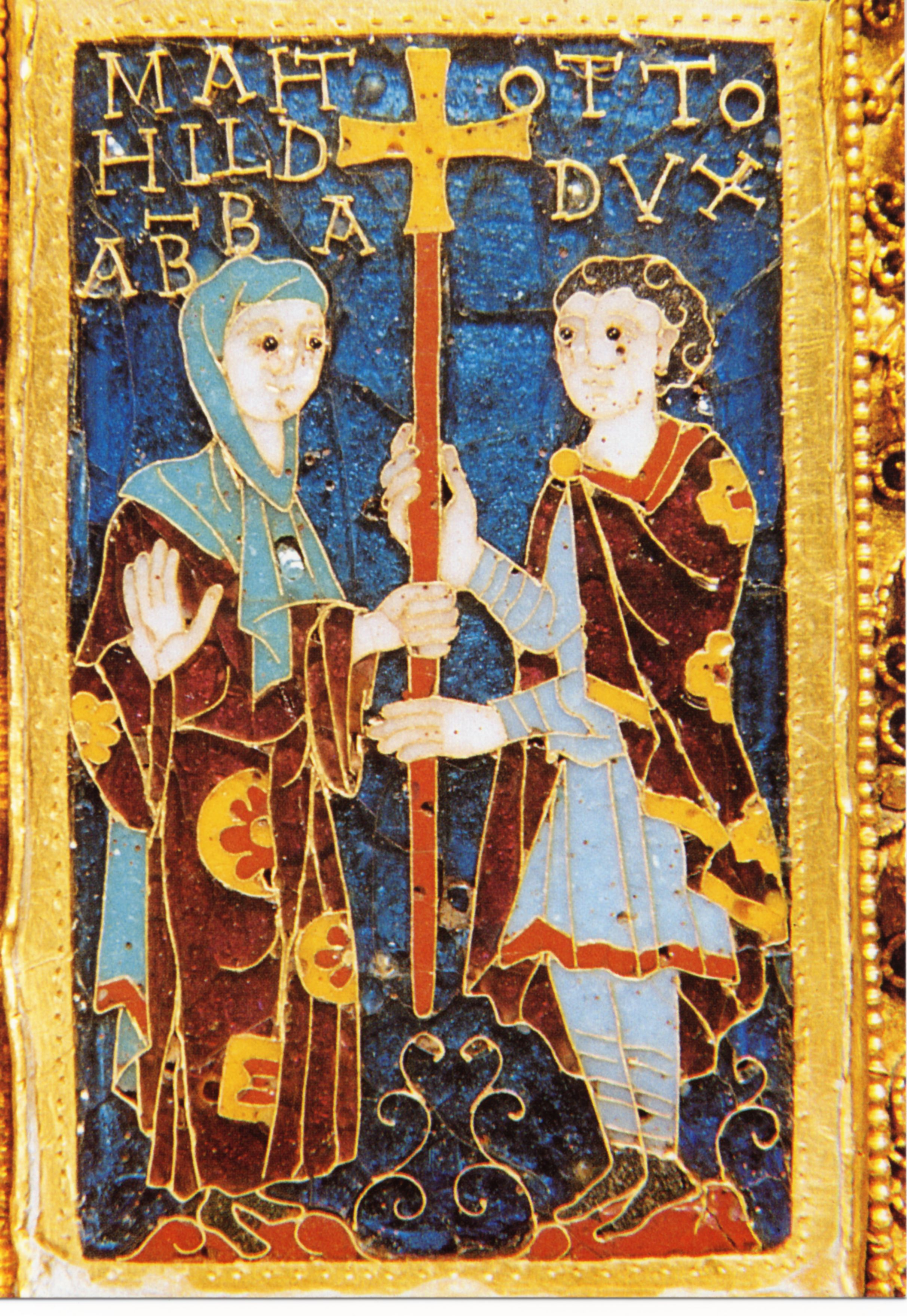
Stifterbild des Otto-Mathilden-Kreuzes

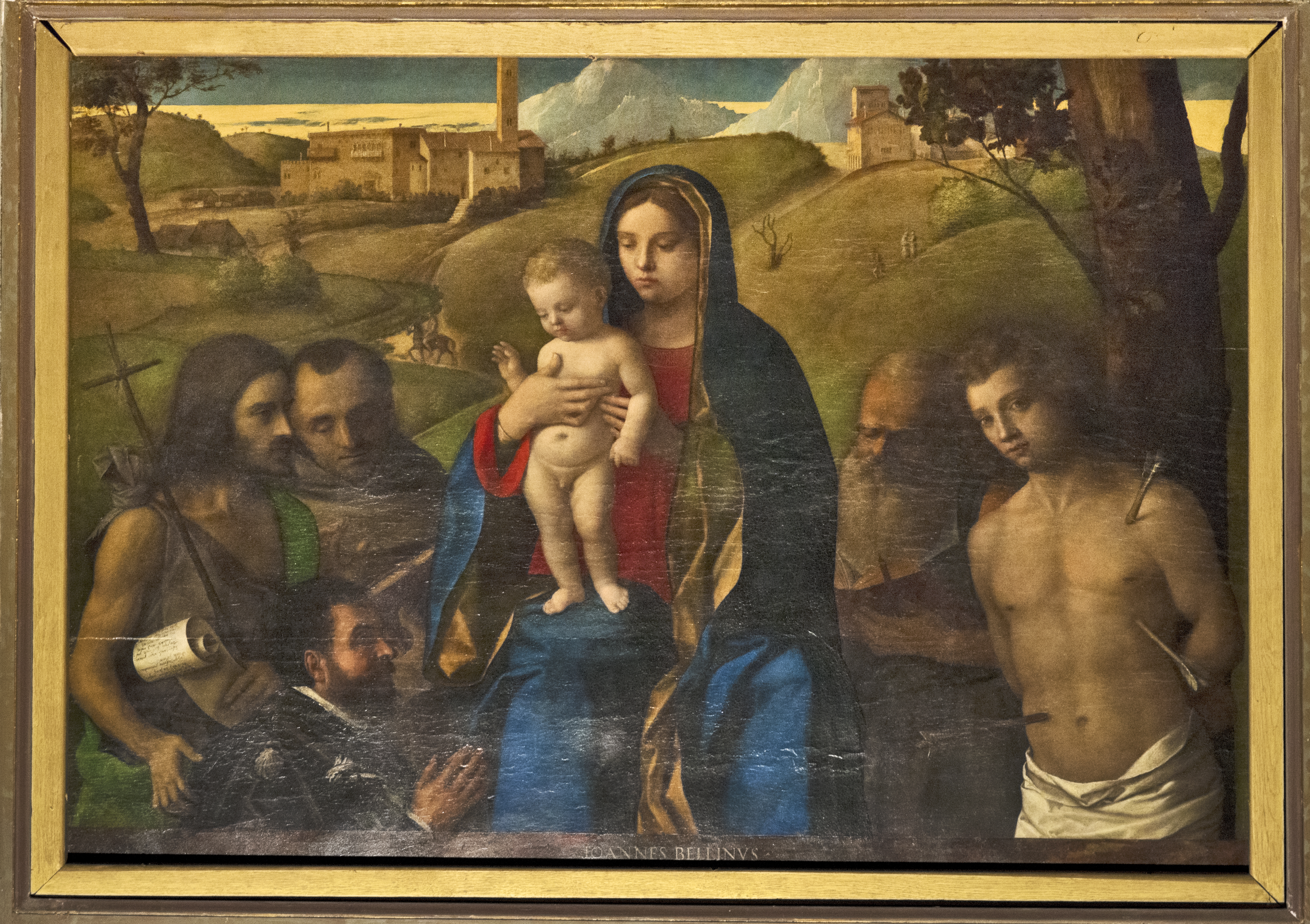
Giovanni Bellini – Maria mit Kind, vier Heiligen und Stifter (1507)

Als Stifterbild oder Stifterfigur bezeichnet man die figürliche Darstellung eines Stifters oder Auftraggebers an einem Werk der bildenden Kunst im Bereich der christlichen Kunst, das einen oder mehrere Stifter zeigt, ihre Urheberschaft dokumentiert und die Betrachter zum Gebet für sein bzw. ihr Seelenheil auffordert.

## Geschichte
Darstellungen von Stiftern finden sich bereits in den Ecken einiger weniger römischer Mosaiken. Vereinzelt treten sie auch in der frühchristlichen Kunst auf. Im Mittelalter werden sie häufiger und halten sich bis in die Barockzeit. In frühen Kunstwerken sind die Stifter, manchmal zusammen mit Angehörigen, deutlich verkleinert am Rand der Szenerie dargestellt (vgl. Bedeutungsperspektive). Später sind Stifterfiguren auch durch individuelle Schutzheilige in die Szenerie eingebunden und werden zunehmend realistisch porträtiert.

## Objekt
Objekt einer Stiftung kann ein Kodex, ein Bauwerk, ein Glasfenster, eine Skulptur oder ein Altarbild sein, dessen Anfertigung der Stifter finanziert hat. Der Auftraggeber eines Manuskriptes wird oft bei der Übergabe des gestifteten Werkes an eine Kirche, vertreten durch eine Personifikation des Heiligen, gezeigt, in diesem Fall übernimmt ein Dedikationsbild die Funktion des Stifterbildnisses. Stifter von Bauwerken werden meist mit einem Architekturmodell gezeigt, das der Stifter als Attribut trägt.

## Funktion
Von der allgemeinen Aufforderung zum Gebet abgesehen hat ein Stifterbild auch die Funktion, einen Rechtsakt zu dokumentieren. Entweder setzte es Recht oder erinnerte an einen Rechtsakt. Eine religiöse Stiftung diente dem Ziel, eine Versicherung auf das Jenseits abzuschließen. Die Frömmigkeit ist hier gleichsam 'arithmetisch' geworden. Man addierte die guten Werke – u. a. mit dieser Stiftung –, um beim Jüngsten Gericht nicht als zu leicht befunden zu werden.
Stifterdarstellungen in der altniederländischen Malerei des 15. Jahrhunderts dienten vermutlich als Reflexionsfiguren, an denen die Betenden ihr jeweils eigenes Gebet sowie ihren sündigen Status reflektieren und meditieren konnten. Diese Selbstreflexion wird in spätmittelalterlichen Gebetstraktaten und besonders in den Schriften der Devotio moderna gefordert. Sie sollte den Betenden zu einer Selbsterkenntnis und darüber zu einer Erkenntnis Gottes führen. Bei Medien persönlicher Frömmigkeit wie Diptychen muss der Anstoß zu diesem Prozess der Selbstreflexion und -erkenntnis umso stärker gewesen sein, da dort der Stifter vor seinem eigenen, betenden Abbild betete.